# Le rondini
Le rondini è un dipinto impressionista di Édouard Manet in olio su tela; si trova nel a Zurigo, nella Collezione Bührle.
Collezione Bührle